# آسیفا

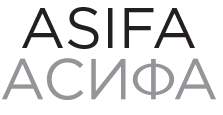
انجمن بین‌المللی سازندگان و دوست‌داران فیلم‌های پویانمایی

آسیفا (به فرانسوی: Association International du Film d'Animation) انجمن بین‌المللی سازندگان و دوست‌داران فیلم‌های پویانمایی است.
این انجمن را در سال ۱۹۶۰میلادی چند تن از بزرگان فیلم‌های انیمیشن مانند نورمن مک‌لارن در شهر انسی فرانسه بنیان گذاشتند.
هدف آن تبادل اطلاعات در مورد روش‌های پویانمایی و اطلاع‌رسانی در مورد فعالیت‌های پویانمایی در جهان است.
آسیفا در بیش از سی کشور جهان از جمله ایران شعبه دارد.

## اهداف این انجمن
اهداف اساسی آسیفا عبارت است از:
تلاش برای اعتلای هنر انیمیشن و معرفی آن به جامعه، ایجاد تفاهم و ارتباط فرهنگی و هنری بین اعضاء و حفظ و اعتلای شئون سینماگران، پویانمایان و سایر کسانی که در این حرفه فعالیت می‌کنند.

## سازمان
سازمان آسیفا ایران مشتمل بر ارکان اصلی زیر است که برخی دارای زیرمجموعه‌هایی به عنوان ارکان فرعی نیز هستند:
1. مجمع عمومی
2. هیئت مدیره
3. مدیر عامل
4. شورای داوری
5. بازرسان

## رئیسان
- نورمن مک‌لارن (۱۹۶۰–۱۹۷۹)[۲]
- John Halas (1979–1988)[۳][۴]
- رائول سروه (۱۹۸۸–۹۳)
- میشل اوسلو (۱۹۹۴–۹۹)[۵]
- Abi Feijò (۱۹۹۹–۰۲)
- Thomas Renoldner (۲۰۰۲–۰۴)[۶]
- نورالدین زرین‌کلک (۲۰۰۴–۰۶)
- Sayoko Kinoshita (2006–2009)[۷]
- Nelson Shin (2009–2012)[۸]
- Ed Desroches (۲۰۱۳–۲۰۱۵)[۹]

## هیات مدیره آسیفا ایران
```
مهدی خرمیان  
[
۱۰
]
```

امیر مهران   
حمید محمدی   
هدی مسعودی   
سیدعباس اصطهباناتی  
هاجر مهرانی  
فاطمه حسینی شکیب    